# Комплекс домов причта Петропавловской церкви
Комплекс домов причта Петропавловской церкви — выявленный памятник деревянного зодчества в историческом центре Нижнего Новгорода. Построен в 1876—1888 годах.
Здания являются частью застройки старинной Акулининой слободы. Представляют собой образец деревянной и каменно-деревянной архитектуры Нижнего Новгорода XIX — начала XX веков.
Комплекс является уникальным сохранившимся примером жилой усадьбы духовенства XIX века в городе, принадлежавшей причту расположенной рядом Петропавловской (Всесвятской) церкви.        

## История
Территория, где позже возник комплекс домов, застраивалась на основе Высочайше конфирмованного императором Николаем I в 1839 году генерального плана Нижнего Новгорода, предусматривавшим формирование кварталов жилой застройки между улицами Полевой (сегодня — Максима Горького) и Напольно-Монастырской (сегодня — Белинского). Дом № 7 выстроен в 1876 году для диакона Петропавловской церкви Н. Д. Ростовского. В 1888 году для него также был построен дом № 9.       

## Архитектура
Комплекс домов представляет интерес, как пример городской жилой усадьбы XIX века, состоящей из двух больших деревянных домов, выходящих на красную линию улицы и выполненных в едином стиле. Дома представляют собой характерные примеры деревянной жилой застройки второй половины XIX века. Фасады выполнены в стиле академической эклектики и имеют резной декор: наличники окон с сандриками, резные детали под сандриками, украшенные резьбой стойки наличников, фигурные кронштейны, поддерживающие венчающий карниз. Подобное архитектурное решение было широко распространено в архитектуре Нижнего Новгорода того периода, но к настоящему времени, таких комплексов зданий сохранилось немного, а сама усадьба является единственным примером в своём роде.                